# János Pálffy

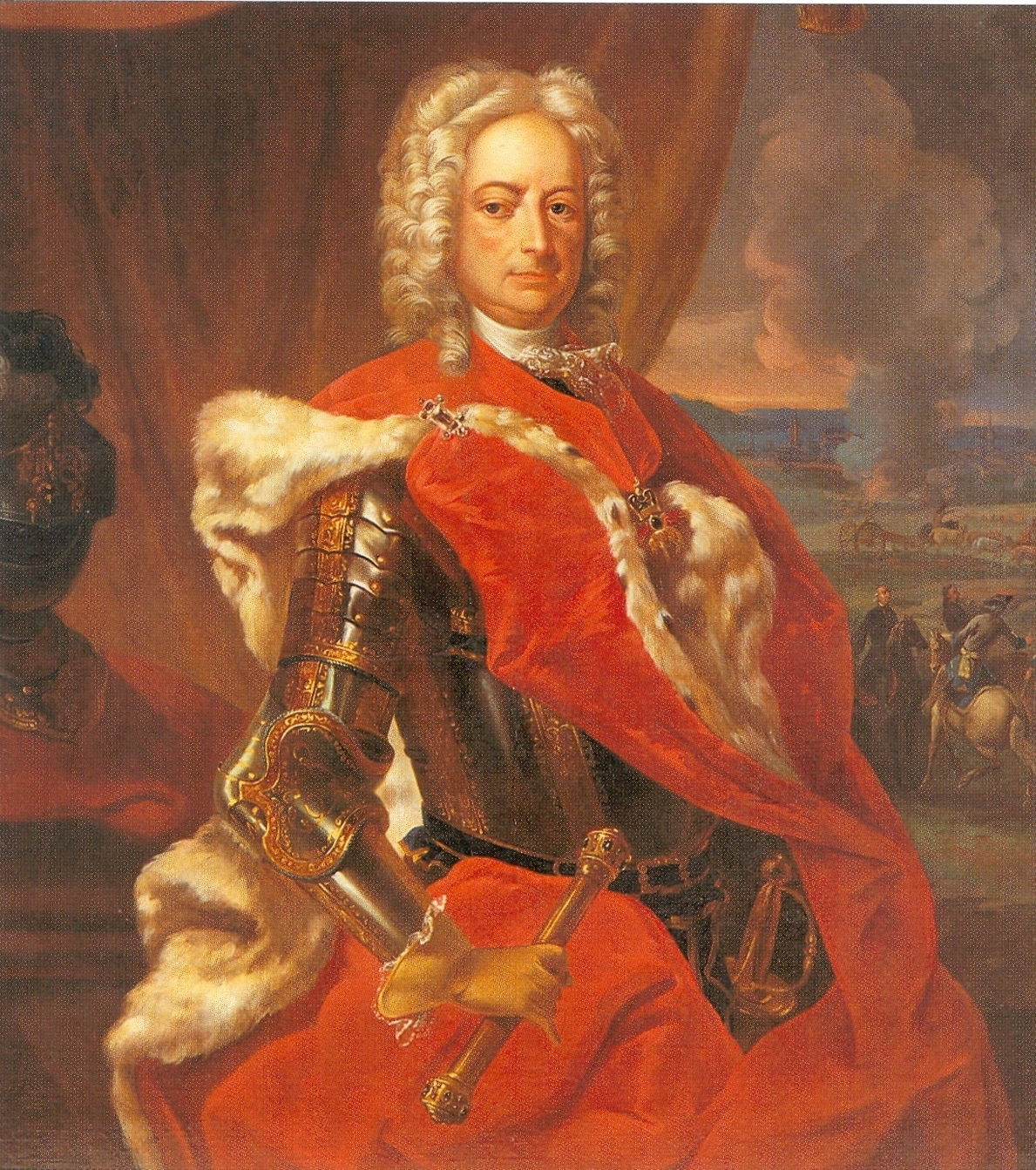
János Pálffy

János Bernát István Pálffy de Erdőd (Vöröskő, 20 augustus 1664 - Pozsony, 24 maart 1751) was een Hongaars edelman, keizerlijk veldmaarschalk en palatijn van Hongarije.

## Biografie
Graaf János Pálffy stamde uit het Hongaarse adelsgeslacht Pálffy en was de zoon van graaf Miklós IV Pálffy de Erdőd (1619–1679) en Maria Eleonora von Harrach zu Rohrau (1634–1693). Net zoals zijn vader en twee oudere broers liep hij een militaire carrière door en trad toe tot het Habsburgse leger in 1681.
Hij nam deel aan het Beleg van Wenen en de Slag bij Párkány, en onderscheidde zich in het bijzonder tijdens de Tweede Slag bij Mohács. Hij werd generaal-adjudant van Karel V van Lotharingen. Op de leeftijd van 24 was hij al kolonel en voerde zijn eigen regiment aan, waarmee hij deelnam aan alle belangrijke veldslagen in de Grote Turkse Oorlog. In 1704 werd hij Ban van Kroatië en cavalerie-generaal. 
Tijdens Frans II Rákóczi's opstand tegen de Habsburgers werd hij naar Hongarije gestuurd als bevelhebber van de Habsburgse cavalerie en speelde een beslissende rol in de Slag bij Trencsén. Pálffy werd vervolgens veldmaarschalk en voerde het gezag over alle troepen in Opper-Hongarije. Als Hongaars edelman, loyaal aan de Habsburgse keizer, voerde hij onderhandelingen met Sándor Károlyi, hetgeen tot een wapenstilstand leidde en uiteindelijk tot de Vrede van Szatmár. 
Later nam Pálffy ook deel aan de Oostenrijks-Turkse Oorlog en de Russisch-Turkse Oorlog. Na de dood van keizer Karel VI in 1740 werd hij beschermheer van de jonger keizerin Maria Theresia en dier raadsman, vooral in Hongaarse aangelegenheden. Hij werd benoemd tot ridder in de Orde van het Gulden Vlies en tot Palatijn van Hongarije. Hij bleef voor de rest van zijn leven een vertrouweling van Maria Theresia.